# زرباطية
ناحية زرباطية أو ناحية الذهب ناحية عراقية في محافظة واسط، وهي منفذ حدودي مع إيران.، تقع زرباطية إلى الشمال الشرقي من بدرة وتبعد عنها بمسافة 18 كم، تعرضت المدينة إلى الخراب والدمار خلال الحرب العراقية الإيرانية وكانت مسرحا للقتال ودمرت بساتينها وهدمت منازلها وهجرها السكان . سميت سابقا بـ «مدينة الذهب».